# William Hobson Mills
William Hobson Mills (*  6. Juli 1873 in London; † 22. Februar 1959 in Cambridge) war ein englischer Chemiker (Organische Chemie, Stereochemie). Außerdem befasste er sich mit Botanik, speziell Brombeeren. Sein offizielles botanisches Autorenkürzel lautet „W.H.Mills“.
Mills war der Sohn des Architekten William Henry Mills und studierte ab 1892 Naturwissenschaften und besonders Chemie an der University of Cambridge (mit Bestnoten in den Tripos-Prüfungen 1897), war in Cambridge Schüler von Thomas Easterfield und ab 1899 bei Hans von Pechmann an der Universität Tübingenbei, dem er 1901 mit der Arbeit Studien über Halogen-cumalinsäuren promovierte. Dort befreundete er sich mit einem anderen englischen Chemiestudenten, Nevil Sidgwick. 1902 wurde er Leiter der Chemie-Abteilung am Northern Polytechnic Institute in London und 1912 ging er zunächst als Assistent (Demonstrator) und ab 1919 als Lecturer an die Universität Cambridge. Er war ab 1899 Fellow des Jesus College und ab 1931 Professor für Stereochemie, einem für ihn neu geschaffenen Lehrstuhl. 1938 wurde er emeritiert.
Er ist für Forschungen zur Stereoisomerie bekannt. Beispielsweise wies er Stereoisomerie bei Spiroverbindungen (Mills, C. R. Nodder, Journal of the Chemical Society, Band 119, 1921, S. 2094) und Verbindungen mit behinderter Rotation nach (Chemistry and Industry, Band 45, 1926, S. 884), die er in der Folge näher untersuchte. Er bestätigte auch die von vielen Chemikern angezweifelte Theorie der Isomerie von Oximen von Arthur Hantzsch und Alfred Werner (Mills, B. C. Saunders, Journal of the Chemical Society 1931, S. 537). Mit E. H. Warren zeigte er 1925, dass das Stickstoffatom in quartären Ammoniumsalzen Bindungen in Tetraeder-Form hatte (Journal of the Chemical Society, Band 127, 1925, S. 2507).
Im Ersten Weltkrieg und in der Zeit unmittelbar danach befasste er sich mit der Synthese von Sensibiliatoren in der Fotografie auf Basis von Cyaninen, da Lieferungen aus Deutschland ausgefallen waren. Das war im Ersten Weltkrieg von kriegswichtiger Bedeutung, da die 1905 in Deutschland entwickelten Sensibilatoren die Empfindlichkeit der photographischen Emulsion vom konventionellen Bereich (blau, violett, ultraviolett) bis in den Rot-Bereich erweiterten, was bei Aufklärungsflügen am frühen Morgen wichtig war. Das Militär fragte bei William Jackson Pope in Cambridge nach, der Mills damit beauftragte, Sensibiliatoren wie das von den Deutschen verwendete Pinacyanol zu entwickeln.
1923 wurde er Fellow der Royal Society. 1933 erhielt er die Davy-Medaille. 1942/43 und 1943/44 war er Präsident der Chemical Society.
Im Ruhestand baute er seine Sammlung britischer Brombeeren und anderer Vertreter der Gattung Rubus aus. Sie ist heute in der Fakultät für Botanik der Universität Cambridge und besteht aus 2200 Exemplaren.